# 貴族 (中国)
中国史における貴族は、魏晋南北朝時代から唐末期（220年 - 907年）にまで存在した血統を基幹として政治的権力を占有した存在を指す。後漢の豪族を前身とし、魏において施行された九品官人法により貴族層が形成された。北朝ではこれに鮮卑や匈奴といった北族遊牧民系統の族長層が加わり、その系譜を汲む隋・唐でもこの両方の系統の貴族が社会の支配層の主要部を形成した。中国史学では、貴族が社会の大きな部分を占める体制を貴族制と呼ぶ。
貴族は政治面では人事権を握って上級官職を独占することで強い権力を維持し、その地位を子弟に受け継がせた。このことにより官職の高下が血統により決定されるようになり、門地二品・士族と呼ばれる層を形成した。一方、文化面では王羲之・謝霊運などを輩出し、六朝から唐中期までの文化の担い手となった。隋代に導入された科挙により新しい科挙官僚が政界に進出してくるようになると貴族はこれと激しい権力争いを繰り広げるが、最終的に唐滅亡時の混乱の中で貴族勢力は完全に瓦解した。
貴族という用語は日本の歴史学界で使われる用語であり、当時の貴族による自称は士・士大夫・士族であった。これに倣い中国の歴史学界では士族の語が使われる。ただし、日本の学界における貴族制の理解と、封建地主制を前提とした中国の学界における士族制または門閥制の理解には相違があり、現状では完全に同義の用語というわけではない。
この項目では特に注記の無い限り、宮崎市定『九品官人法の研究』をもとに記述する。

## 歴史

### 前史（–220）
周代の族的集団を基盤とする都市国家社会においては士・大夫と呼ばれる支配者階層があり、その下の庶（民衆）とは隔絶する存在であった。この両階層を総称した士大夫という呼称は、後世に儒教が周代を理想時代としたこともあり、後世の支配者層により自らの雅称として盛んに使われた。この項で述べる漢代の豪族・魏晋南北朝の貴族ともに自称は士族・士大夫であり、当時において貴族という呼称は使われていない。
前漢中期より、各地方において経済的な実力を持った者たちが当地の農村を半支配下に置いて、豪族と呼ばれる層を作った。武帝によって導入された郷挙里選により、豪族たちは一族の子弟を官僚として中央に送り出すようになった。中央で官職を得た豪族たちは次第にその階層を固定化して貴族へと変化しだした。

### 魏・西晋（220–316）
220年、魏の文帝により、九品官人法が施行された。九品官人法はまず官職を九段階の官品に分ける。そして中正という役職が地方の輿論を基に人物の判定を行い、その人物が最終的にどの官品まで上るべきかを裁定する。これを郷品と言う。官品と郷品はいずれも一品から九品までの等級からなり、中正がある人物を二品官になり得る才能の持ち主であると判定すればその人物の郷品は二品となった。郷品として判定された等級の官品にすぐさま任官するわけではなく、通常初めて任官するときは郷品の4品下の官品の官から始まる。この初めの官を起家官と呼ぶ。
この制度は本来は漢魏の交代の際に、漢代の官位制の腐敗を除きつつ漢の官僚機構を魏のそれに統合し、才能優先で人材登用をするためのものであった。しかし豪族たちが郷品を決める中正およびその後の昇進を決める尚書省吏部を掌握し、人事権は事実上豪族たちの手に握られるようになった。そうすると中央で権力を握った豪族たちの地位はそのまま子孫に受け継がれるようになった。こうなると官職は個人の才能ではなく、血統により決定されることになり、地位の固定化が進み、豪族の貴族化が促進された。
魏において司馬懿が権力を奪取する際に州大中正が導入されたことで、更にこの傾向は進んだ。それまで中正は州の下の行政区分である郡と県にのみ置かれていたが、州に中正が置かれたことにより、中央の大官たちの意向が中正の選任に強く反映されるようになり、貴族層の固定化が一層進むようになった。

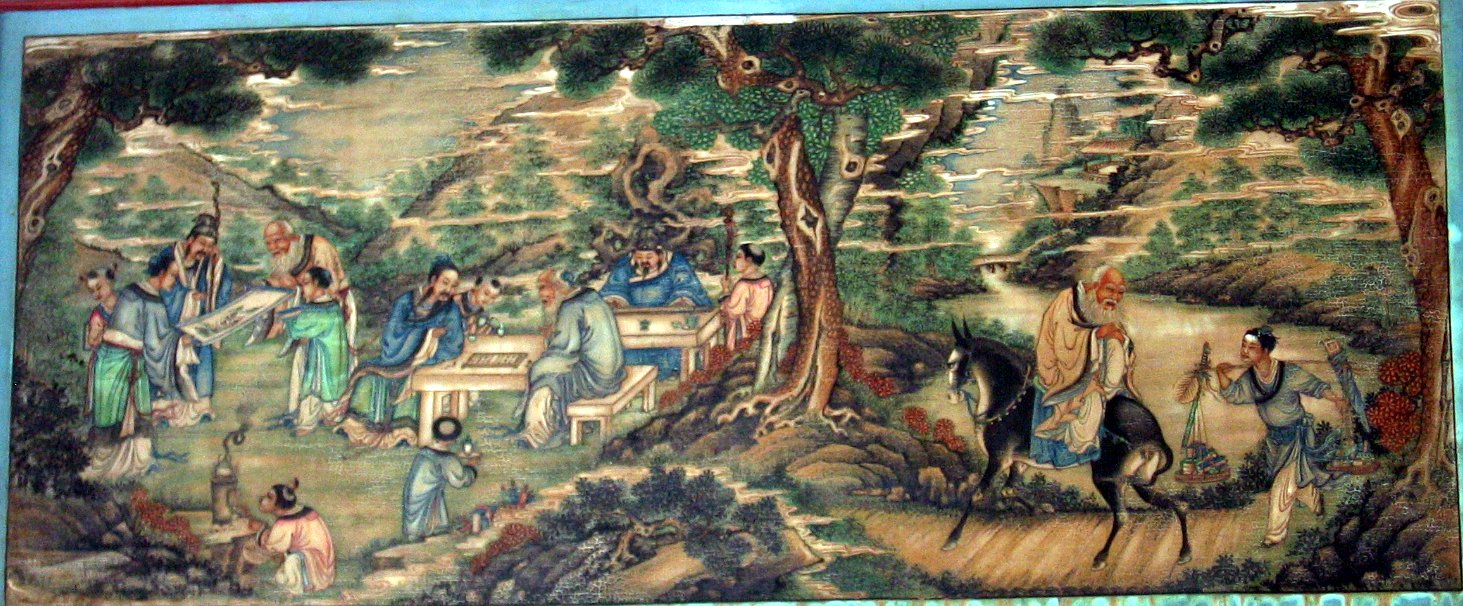
竹林の七賢

中正は地方の輿論をもとに郷品を下す。そのため、貴族の子弟たちは自分の存在をアピールするために社交界で名を売ろうとした。このような猟官活動は明帝の時に一時弾圧されることもあったが、その傾向は改まらなかった。竹林の七賢に代表されるような清談や、また『世説新語』に登場する「ブタを人の乳で育てた」などといった奢侈もまた名を売るための手段であった。
実際に就く官職においても貴族とそうでない者とでは差別された。これを清濁の別という。例えば郷品二品の者が起家として就く職と郷品六品の者が最終的に到達する職とでは同じ六品官であっても対等ではない。門地二品の者たちが起家として就任する秘書郎・著作佐郎など実際に行う仕事は少なく意見を述べることができる官は清官と呼ばれて好まれ、一方で細々とした雑務が多い職・軍職・郷品六品が最後に到達する官職は濁官とされ嫌われた。また同じ官品でも要職か、閑職かによっても差異が生じた。このような「俗世間の雑事にはとらわれず、高見を世間に問う」というスタイルは清談と通ずるものであり、そのような人物を理想とする貴族の好みが強く反映されたものである。地方官は清濁の別の外に置かれ、その地方の重要性如何によって価値が決まったが、概して中央で出世が見込める人物は地方官への就任を好まなかった。

### 東晋・南朝宋・斉（316–502）
魏はその後、西晋に禅譲を行い、さらに西晋もまた36年という短い統一期間の後に匈奴の漢（前趙）により一旦滅亡し、皇族の司馬睿が江南に逃れて東晋を立てた。この時、貴族たちは司馬睿と共に南遷する者とそのまま華北に残った者に分かれた。
司馬睿を迎え入れ東晋政権を安定させるのに尽力したのは主に現地の土着豪族である。しかし東晋が安定すると政権の枢要な地位に就いたのは彼ら現地の豪族ではなく、司馬睿と共に南渡した華北の貴族たちであった。その代表は、王導・王羲之ら琅邪王氏、謝安・謝霊運らの陳郡謝氏である。現地の豪族たちは二流貴族として差別を受け、この不満から一部の者が反乱を起こすこともあったが、大勢としては東晋政権に従うことで地位を保つ道を選んだ。北来貴族・南人貴族ともに華北の混乱が江南にまで及び、名族としての地位が完膚なきまでに破壊されることを最も恐れていたので、東晋政権が崩れることを望まなかったのである。
その後、曲がりなりにも安定政権を築いた東晋であったが、その権力基盤は脆弱であり、貴族たちの歓心を買い、離反を防ぐために官職をばら撒くことを行った。郷品のうち、一品は皇族や大官の子などだけが得られる特別のものであってまず与えられることはない。そして西晋代には郷品二品もまた貴重であり、大抵は郷品三品から始まっていた。しかしばら撒きにより名族であれば郷品二品が珍しくなくなり、次第に郷品二品と三品以下との間にはっきりとした線が引かれるようになる。郷品二品の家は門地二品と呼ばれ、三品以下の家は寒門・寒士と呼ばれる。また庶民が任官して昇進しても寒士より更に低い所で壁に当たることになる。これら庶民出身の官吏は寒人と呼ぶ。
東晋の初めごろはこれら北からの亡命者が増えることはそれだけ労働力を増やすことになり、大いに歓迎された。これら亡命者たちは元の本籍地で戸籍に登録され、亡命後の定着地の戸籍には登録されなかった。これを白籍という（反対に現地で登録される戸籍を黄籍という）。そのためこれら亡命者たちは亡命後の定着地に対しては何ら義務を負わず、単に権利のみを有していた。しかし東晋がある程度安定すると亡命者たちも持てはやされることもなくなり、現地の戸籍に登録して税を徴収するべきであるとの意見が強くなった。これが桓温などの実力者の元で実行された土断である。
東晋において政権を握ったのは王導・謝安などの甲族（門地二品）であったが、それに対して東晋の守りの要である北府・西府両軍の武力を背景として桓温・桓玄が台頭し、桓氏の簒奪失敗の後に劉裕（武帝）が新たに南朝宋を建てた。
劉裕の後を継いだ文帝の時期は、華北が北魏の統一戦の時代でその干渉を免れたこともあり、長い平和が続いた。これを当時の元号元嘉を取って元嘉の治と呼ばれ、この時代が貴族制の全盛時代とされる。
一方で劉裕は生まれた時に危うく間引きされそうになったというエピソードが示すように、一応貴族に分類されるもののかなりの末流であり、軍功によりのし上がり皇帝にまで上り詰めたものである。以後の南朝斉・陳の始祖（南朝梁は南朝斉の宗族）もまた劉裕と同じく軍功により上り詰めた軍人である。
これら軍人皇帝は自らの手足として寒門・寒士層を重用するようになる。門地二品層は皇帝の意向を無視することが多く、また意欲にも能力にも乏しい者が多かったためである。これにより寒門・寒人層の台頭が目立つようになるが、実際の権力を握っても寒門・寒士たちに対する門地二品層の身分的差別は厳しいものがあった。例えば蕭道成（南朝斉の高帝）の寵愛を受けた紀僧真は貴族との交流を求めたが、貴族から拒否されている。
南朝宋から禅譲を受けた南朝斉では高帝・武帝の一時的な安定の後は皇族が地位を巡って殺しあう暗黒時代となった。そのため23年という短い期間で斉は滅亡し、蕭衍（武帝）により南朝梁が建てられた。

### 南朝梁・陳（502–589）
南朝梁の武帝は貴族的な教養を身につけた一流の文化人でもあり、即位初年以来、官制改革に並々ならぬ意を用いた。
508年（天監7年）には官制に対して大幅な再編を行った。まずそれまでの九品のうち、おおよそ七品以下の官職（門地二品が就くことのない役職）を流外官として切り捨て、それまでの六品以上を十八班に分ける（品とは逆に十八が最高で一が最低）。十八班はそれぞれ、十八班が正一品・十七班が従一品・十六班が正二品に対応し、ここまでが旧来の一品に相当する。以下、これと同じように対応していき、三班が従八品・二班が正九品・一班が従九品に対応し、旧来の六品に対応する。
この流内十八班・流外七班の制度は九品制度の中で六品と七品以下との隔絶という実態と制度を合致させ、貴族と寒門との間の区別をはっきりとさせるためのものであった。また班内の官職においても清官と濁官の区別がはっきりとされている。
武帝は侯景の起こした叛乱により餓死に追い込まれ、南朝梁の繁栄は一朝に消えた。内乱状態の中で朝廷の地方に対する統制力は衰え、それに代わってそれまでは見下されてきた在地の豪族たちが軍閥勢力として割拠するようになった。その軍閥たちをなだめすかしながら陳霸先が南朝陳を建て、内乱は一応の収束を迎えた。
貴族制も内乱の終息と共に再び形成されたが、貴族制の受けた打撃は大きかった。戦功を挙げた武将たちには官職を与えねばならず、それにより貴族の勢力が大きく減退したことなどが原因である。官職を得た武将たちはその官職を子孫に受け継がせたいと望むようになるが、従来の門地による官職決定ではそれは叶わない。朝廷はこれに対する懐柔策として、高位官僚の子を官僚として登用する任子制を採るようになる。
南朝陳は北周および隋の強い圧迫を受け、589年に滅ぼされたが、六朝貴族制の精華といえる南朝陳の貴族制は隋・唐に大きな影響を及ぼすことになった。その一方で、南朝梁から陳にかけては商業活動の活発化が目覚ましい時期であり、これらにより財を蓄えた新興商人・地主層の官界への進出が目立つようになった。これら新興商人・地主層は後代の科挙官僚の主な供給源であり、貴族制崩壊への第一歩であった。

### 北朝（316–589）
五胡の侵入の際に華北に居残った漢人貴族たちは概ねその地位を脅かされることはなかった。彼らが地方で持っている影響力が、王朝の安定のために必要とされたのである。しかし南朝とは違い、漢人貴族たちは中央には余り出仕せず、自らの根拠地に近い地方の地方官になることを望んだ。戦乱の中での不安定な中央政権に魅力を感じなかったからであろう。
しかし北魏により華北が統一され、ある程度の安定政権ができると、次第に漢人貴族たちも中央へと進出し始め、太武帝の時には山東随一の名門とされる清河崔氏の崔浩が司徒に登った。崔浩は漢人たちを大いに起用して北朝においても南朝を模した貴族制を作ろうとするが、鮮卑人たちの反発を買い誅殺された。この事件により漢人貴族の勢力は一時後退した。
一方、尚武を是とする鮮卑の間でも漢人たちの影響により貴族的なものが浸透するようになった。部族制をとる鮮卑にとって貴い血筋とは各部族の族長級の者たちであり、また戦乱の中で軍功を挙げた功臣たちであった。これらの者たちが自分の地位を子孫に受け継がせたいと望むのは自然なことであり、最も望ましいのは地位・財産・領土などをそのまま受け継がせる封建制であったが、中央集権を望む皇帝側からはそれを認めづらく、地位と名分のみを受け継がせる貴族制が折衷案として選ばれたのである。
第6代皇帝孝文帝の時期に馮太后の摂政の元で三長制・均田制などの導入により部族制の解体が図られた。その後の孝文帝親政時の大幅な官制改革（493年の前令・495年の中令・499年の後令）、漢人・鮮卑の中での貴族の格付けが為され、既に孝文帝以前より漢人・鮮卑の間での通婚も行われるようにもなっており、北朝においても貴族制が成立した。
しかし急激な漢化への反発から六鎮の乱が起こり、北魏は分裂して東魏→北斉、西魏→北周へと分裂することになる。この二つの国は貴族制に対する態度も対照的であった。北斉はほぼ北魏の貴族制をそのまま受け継ぎ、更にそれを発展させる方向へと進んだ。一方で新興商人・地主層の台頭、金の力により官位を手に入れる現象が目立ってくる。
一方、北周においてはそれまでの九品を九命（品とは逆に正九命が最高）とし、その下に九秩を設けた。そして清濁の別を廃止し、昇進には功績のみが参考にされた。北斉との戦いが続く中においては功績といえば軍功であり、官職に就く者はほとんどが鮮卑出身の軍人となった。その中で漢人貴族層は排撃された。鮮卑の尚武政策への復古である。西魏・北周で採用された府兵制における軍制の要職である柱国・大将軍の系譜は関隴集団を形成した。

### 隋・唐（589–907）
北周から禅譲を受けた隋であったが、その制度は斉制を継ぎ、貴族制もまた受け継いだ。
595年（開皇15年）に中正が廃止され、開皇年間（581年–600年）中には科挙制度が確立された。これと平行して任子制もまた行われており、この頃では貴族は任子によって官界に入り、科挙に応じることはまずなかった。
隋から初唐においては旧斉に属する清河崔氏などの山東貴族が最高であり、その次が関隴集団らの鮮卑系貴族、その次が琅邪王氏など南朝において長い伝統を誇る北来貴族、その下に置かれるのが呉郡陸氏など江南を本貫とする南人貴族であった。
唐皇帝李氏は関隴系であるが、それでもなお山東系の家格が上であるという意識は強く残っていた。太宗は貞観6年（632年）に家格を書物にまとめることを命じ、これによりできたのが『貞観氏族志』である。初め、山東貴族である博陵崔氏の崔民幹が一等とされ、唐李氏は三等に格付けされた。これに怒った太宗は作り直しを命じ、李氏を一等に、長孫氏らの唐の外戚を二等に、山東貴族らを三等に付けた。
このように、初唐では山東系を強く抑圧した形で関隴系が主導権を握っていた。この状態を大きく崩したのが武則天である。武則天自身も関隴系の出身であるが、本流からは遠く、女性の身で権力を握ることへの反発もあり、関隴集団の助力は受け難かった。そこで武則天は自らの手足として科挙官僚を積極的に登用し、関隴系の権力を切り崩しにかかった。これにより関隴系の勢力は減退せざるを得なくなり、それに代わって山東系とこの時代における貨幣経済の伸張に伴って勢力を伸ばしてきた新興地主勢力とが官界を二分するようになり、関隴系の存在は小さなものとなった。
武則天後の玄宗は再び関隴集団を登用する反動政治を行うが、玄宗自身の退嬰とそれによって起きた安史の乱により頓挫した。安史の乱の大動乱の後、地方には藩鎮勢力が割拠するようになる。各地の藩鎮勢力はその幕下に優秀な人材を集めるために辟召を行った。
貴族層は官僚の出処進退を司る尚書吏部を支配下に置いており、科挙官僚を中央から排斥していた。そのような人物がこの藩鎮の辟召を受けることとなる。その代表としては韓愈が挙げられる。憲宗の時期より関隴系の牛僧孺・李宗閔らと山東系の李徳裕らの争いが勃発するが（牛李の党争）、その中で両派は自派の勢力を拡大するために盛んに辟召を行い、その結果として新興勢力の進出はますます促進された。
さらに唐末の戦乱の中で、貴族勢力は壊滅的な打撃を受けた。後に唐を滅ぼして後梁を建てる朱全忠は、905年に配下李振から「かつて貴族たちは自ら清流と自称していた。こいつらを黄河に沈めて、濁流としてしまいましょう」という進言を聞き、その通りに実行した（白馬の禍）。この事件の時点で貴族勢力は完全に壊滅したと考えられる。
北宋以降は、科挙官僚たちが完全に主導権を握り、「士大夫」と呼ばれる新しい支配層を形成した。

## 貴族制の構造

### 政治

#### 人事制度
貴族が政治権力を世襲するためにはまず人事権が重要である。
九品官人法においては中正が郷邑の輿論に基づいてその人物がどの程度の才能を持つか、将来的にどの官まで登るべきかの郷品を定め、実際に官に就く際にはその四品下の官品から始められ、これを起家官と呼ぶ。そして官途に就いた後の昇進は尚書吏部により決められ、中正の属する司徒府と尚書吏部が人事担当の二大部署である。しかし20歳の青年を見てこの人物にどれくらいの才能があるか、最終的にどの地位まで登るかなどを見極めることなど不可能であり、自然、判断の基準は門地に置かれることになる。この状態が長く続き、二品以上の郷品は特定の家が独占し、それ以下とは隔絶した存在となった。これを門地二品と呼ぶ。
中正はその門地にふさわしい郷品を定めて吏部に提出するわけであるが、門地はそう簡単に変動するものではなく、また起家した後の官歴は全て吏部に保管される。故に一旦郷品を定めてしまえばその家に関する限り、それ以降中正の仕事はなくなる。そのため東晋代にはもはや中正制度は形骸化し、中央人事は吏部の独占するところとなり、中正は時折それに異議を唱えるだけになっていた。宮崎はこのことから九品制度と中正制度があたかも不可分であるかのような九品中正法という呼び名は相応しくなく、九品官人法とすべきであるとしている。この場合は中正制度はあくまで九品官人制度の中に包含されるものに過ぎない。一方、地方官の任命については中正の権力は長く保たれ、それが中央吏部の元に統合されるのは後のことである。
地方官に対する権限も失い、完全に形骸化した中正は隋文帝の時に廃止され、それに代わって後述の選挙制度が大幅に拡充され、科挙制度となった。

##### 選挙・辟召・任子制
中正制度と平行して、漢代以来の選挙制（秀才・孝廉）・辟召制・任子制もまた行われていた。
選挙制は地方官により推薦された人物（秀才・孝廉）に中央において試験を受けさせ、その成績に応じて三等に分類するもので、宮崎はこの成績による分類のそれぞれを仮に甲・乙・丙と名付けている。丙はさらに丙上、丙下に分類され得る。受験者はこの成績によって任官（九品官人法以降は試験の内容に応じて郷品を与える）する。しかし選挙制で与えられる郷品は名目的には最高（甲）で二品を与えることになっていたのであるが、実際にはほとんどが郷品四品であり、また仮に二品が与えられたとしても吏部の方でこれをなかなか任官させず、昇進についても差別されていた。そのため名門の子弟であれば秀才・孝廉に挙げられたとしてもそれを迷惑がって拒否することも多く、選挙制は概ね寒門・寒人層が応ずることになった。これに対して、梁武帝は門地二品の場合、通常20歳で任官（起家）し、寒門の場合は30歳で任官するものであったが、これを一律30歳での任官（後に25歳に緩和）とした上で、試験を受けて通過した者には年齢制限なしで任官できるという餌を付けることで名門子弟にも試験を受けさせるようにした。この制度は試験制度の不備や寒門に対する差別待遇等、あくまで貴族主義に拠って立つものであったが、貴族は門地故にでなく貴族的教養によって貴いのだという武帝の信念によるものであり、貴族層に居ながらにして任官するのではなく試験を通過して任官することを名誉と認識させたという点で成功を収めた。これは後代の科挙制度に通底する精神に依るものであった。
辟召制は自らの府を構える大官あるいは刺史・太守など地方長官が自らの幕僚として登用する制度である。府とは大官が自ら構える独立の官衙のことで三公及び上級将軍に許された。将軍には方面軍の長官としての都督の職が付随していたが、この都督が西晋代になると行政をも司るようになり、実質州の上に立つ地方の最高行政官となった。都督が構える府を軍府と呼ぶ。概ね地方官は濁として嫌われた役職であるが、辟召した人物が有力者であった場合はその人物との強い繋がりができることは大きな魅力であり、つまらぬ中央の職よりもむしろ好まれた。その後、隋文帝時に辟召は廃止され、地方官も全て中央の任命するところとなったが、唐安史の乱以降に再び藩鎮による辟召が復活した。この場合は貴族勢力に対する新興地主勢力が官職を得る場となった。
任子制（資蔭）は高位の官の子を官として採用する制度である。この制度は前漢初期から行われており、九品官人法の中でも王・諸侯・三公の子にその権利が与えられていた。これが陳では武将を懐柔するためにそれ以下の位にまで拡大された。陳代に明文化された任子制は貴族とは異なる成り上がり者でさえ、その子供を上級官吏に任官させることが可能になった上、貴族でも出世競争に敗れた家はこの恩恵にあずかることができなかったため、むしろ貴族制度の中から異質な要素を生み出すような役割を果たした。しかし、唐代にはその社会的役割も変化した。唐の選挙は突き詰めれば科挙と任子制の併用であったが、科挙が官僚制度を代表し、任子は貴族制度を代表するものとなった。

#### 官品制度
漢代においては、官職の等級はその俸禄で表された。上から万石・中二千石・二千石などとあった。それが九品官人法の施行と共に九品制度へと移行、その後の南朝梁の武帝の改革により十八班制へと変化した。既述の通り、十八班制はそれまでの九品のうち、七品以下を切り捨て、六品以上を九品の正従に再編、上から一品正が十八班、一品従が十七班、最後に九品従が一班と対応している。一方で北魏の前令における官品は九品をそれぞれ正従に分け、更にそれを上中下に分ける。後令では四品以下を上下に分ける。
| 後漢     | 万石            | 万石          | 万石          | 万石          | 万石          | 万石          | 中二千石      | 中二千石      | 中二千石    | 二千石      | 二千石      | 二千石      | 二千石      | 二千石      | 二千石      | 千石        | 千石        | 千石        | 六百石 | 六百石 | 六百石 | 四百石 | 三百石 | 二百石 |
| 魏晋宋斉 | 一品            | 一品          | 一品          | 二品          | 二品          | 二品          | 三品          | 三品          | 三品        | 四品        | 四品        | 四品        | 五品        | 五品        | 五品        | 六品        | 六品        | 六品        | 七品   | 七品   | 七品   | 八品   | 九品   | 九品   |
| 梁陳     | 一正 （十八班） | 一従 （十七） | 二正 （十六） | 二従 （十五） | 三正 （十四） | 三従 （十三） | 四正 （十二） | 四従 （十一） | 五正 （十） | 五従 （九） | 六正 （八） | 六従 （七） | 七正 （六） | 七従 （五） | 八正 （四） | 八従 （三） | 九正 （二） | 九従 （一） | 流外   | 流外   | 流外   | 流外   | 流外   | 流外   |

| 前令 | 一品 | 一品 | 一品   | 従一品 | 従一品 | 従一品 | 二品   | 二品   | 二品 | 従二品 | 従二品 | 従二品 | 三品     | 三品     | 三品       | 従三品     | 従三品   | 従三品   | 四品       | 四品       | 四品     | 従四品   | 従四品     | 従四品     | 五品     | 五品     | 五品       | 従五品     | 従五品   | 従五品   | 六品       | 六品       | 六品     | 従六品   | 従六品     | 従六品     |
| 前令 | 上   | 中   | 下     | 上     | 中     | 下     | 上     | 中     | 下   | 上     | 中     | 下     | 上       | 中       | 下         | 上         | 中       | 下       | 上         | 中         | 下       | 上       | 中         | 下         | 上       | 中       | 下         | 上         | 中       | 下       | 上         | 中         | 下       | 上       | 中         | 下         |
| 後令 | 一品 | 一品 | 従一品 | 従一品 | 二品   | 二品   | 従二品 | 従二品 | 三品 | 三品   | 従三品 | 従三品 | 四品上下 | 四品上下 | 従四品上下 | 従四品上下 | 五品上下 | 五品上下 | 従五品上下 | 従五品上下 | 六品上下 | 六品上下 | 従六品上下 | 従六品上下 | 七品上下 | 七品上下 | 従七品上下 | 従七品上下 | 八品上下 | 八品上下 | 従八品上下 | 従八品上下 | 九品上下 | 九品上下 | 従九品上下 | 従九品上下 |

##### 清濁の別
門地二品の者は起家官として六品官が与えられ、郷品六品の者は最終的に六品官へと登る。しかし同じ六品であってもその間に清官と濁官という差異が設けられるようになった。これを清濁の別という。門地二品の起家官として最も好まれたのが秘書郎・著作佐郎などの文書管理関連の役職、その次に好まれたのが尚書左丞・尚書郎など実際の政務において重要な地位（これを清要官と呼ぶ）がある。これらが清官の代表で、濁官の代表としては法律関係の職・太学博士等の教育関係の職・軍事職などがあった。地方官は一応清濁の別の外に置かれた。これは地方の重要性如何によって要職とも閑職ともなり得るという性質によるものである。重要な地方の外官は高い収入が見込める職でもあった。だが一般的傾向として中央で出世が見込める人材は地方官としての赴任を好まなかった。
自らの就く職が清か濁かは当時の人々にとって非常な関心事であり、濁官を任命された場合にはこれを断ることも多く、また起家として良い清官が得られない場合、最初は一段下の七品官に任官し、その後に六品の清官に就くということも行われた。このように清官に執着する理由は、本人の出世・名誉ももちろんであるが、一旦濁官に就いてしまえばその履歴は吏部に永久に保管されることになり、それは一門の不名誉となったからである。いかなる官職で起家し、どのようなキャリアで出世可能かということが貴族家系としての格を定義するようになったため、濁官など品格の劣る官職に就任することは一門の格を下げる行為であった。また、清官としての起家であっても、自らの家格に釣り合う出世街道にある官職でなければそれを拒否することも行われた。

##### 士庶の別と流外官
周代に大夫および士の支配者階層と庶と呼ばれる被支配階層が存在した。「刑は大夫に上らず、礼は庶人に下らず」（『礼記』）の語が示すように、士と庶の間には明確な差別があり、隔絶した存在であった。
九品官人法では官僚を九品に分けるが、これだけで膨大な国家維持のための業務を全てこなせるわけではなく、九品の下に庶民が就く官職があった。これを流外官と呼ぶ。流外官に就くには郷品は必要ないが、長年の勤務と共に位が上がり最終的に品内の官職に就くこともでき、この時には改めて郷品が下されることになり、このようにして郷品を得た庶民を寒人と呼ぶ。
ただし同じ九品内ではあっても寒人が就く役職は元から郷品を得ている貴族層が就く役職とは厳密に区別されており、一種の特殊な官僚区域を形成することになった。これを勲位・勲品と呼び、勲位二品（官品六品）から勲位六品（流外官）までに分けられる。
この体制が固まるにつれ、門地二品が就かない役職つまり官品七品以下の役職は軽く見られるようになり、南朝梁の武帝の改革時に全てが流外へとはじき出されることになった。南朝梁の体制では流外は七班に分けられる。
しかし貴族層は代を重ねるごとに『顔氏家訓』に現れるような無能・無気力の輩と成り果て、要職に就いてもその職務を全うできないことが多くなった。それに代わって実際に職務を行ったのがこれら要職の補佐に付いている寒門・寒人出身の者たちであり、彼らは社会的地位は低くても実際に持つ権力には無視できないものがあった。また貴族に嫌われた軍職も多くが寒門・寒人層の就く役職であり、平和なときはともかく、一旦乱が起きれば兵力を背景にして大きな権力を握った。それに加え、寒人層の出身である大商人・大地主層は梁から陳にかけての貨幣経済の発達の中で財力を伸ばし、それに伴ってその権力も大きくなっていった。
これらの要素により、南朝陳には寒人層の持つ権力はとても無視できない状態になり、貴族が政治権力を独占する貴族制は南朝陳には完全に形骸化していたと考えられる。

### 社会・経済
貴族が社会・経済的にどういう存在であったかについては貴族制研究における主要論点である。これに関しては貴族制理解・川勝義雄・矢野主税の節を参照。

#### 家格
門地二品の成立とともに、郷品三品以下の貴族たちとの格差が激しくなり、この間に太い線が引かれることになった。西晋の終わりごろには、上級貴族（門地二品）・下級貴族・上級庶民（官職に就く庶民）・下級庶民という区分ができ上がることになる。上から甲門・次門・後門・三五門などと呼ばれる。
貴族社会において家格の上下は非常に重要である。婚姻も基本的に同格の間でしか認められず、下の家格との婚姻は自らの家格を下げることになるので、その際には下の家から相応の財物が対価として与えられるのが常であった。また母親の出身家格が低い場合には、その子はたとえ長男であっても嫡子にはなれず、冷遇を強いられることになる。
唐の太宗は貞観6年（632年）に家格を書物にまとめることを命じ、これによりできたのが『貞観氏族志』である。初め、山東貴族である博陵崔氏の崔民幹が一等とされ、唐李氏は三等に格付けされた。これに怒った太宗は作り直しを命じ、李氏を一等に、独狐氏らの唐の外戚を二等に、山東貴族らを三等に付けた。これは当時において李氏ら関隴集団が山東貴族に比べて低く見られていたことを示し、また本来国家による容喙を許さないはずの家格が国家によりある程度コントロールされるようになったということを示し、貴族勢力の退嬰を示す。

### 文化
六朝貴族にとって修めるべき教養としてしばしば挙げられるものが、儒仏道の三教、玄儒文史の四学である。
後漢代に行われていた今文学は、五経のうち一つを専門的に学ぶ学問である。これと対照的に、六朝貴族にはこの三教・四学を均等に修めることが理想とされた。
ただし、これら三教・四学が貴族たちの心の奥深い所までに届いていたかは疑問が残る。もちろん熱心な信者や求道者も多く存在したが、その一方でこれらをあくまで表層的な「遊び」あるいは「スタイル」として捉えていた貴族も多かった。

#### 三教
後漢代は儒教一尊の時代であった。道教は後漢末頃から教団が形成され始め、太平道・五斗米道の二教団があり、仏教は後漢初期ごろに既に伝来していた。しかし道教・仏教ともに、後漢の滅亡まではあくまで民間の間に広まったに過ぎず、貴族層には広がりを見せていなかった。それが東晋代に大きく勢力を伸ばし、三教と呼ばれるまでになった。
仏教の広がりの理由として「当時が戦乱の時代だったから」と説明されることがあるが、六朝時代は動乱もあったが東晋代や元嘉の治・梁治世の時代はむしろ平穏な時代である。また短命王朝が続いたとしても政治の中枢に近寄らない限りは士大夫の地位は非常に安定していた。
選挙制の中で最も重要視された孝廉もまた儒教的な君子を求めるものであり、その影響から人目に付くように孝行を行い、そのことによって仕官の道を得ようとする偽善的な人間が増えるようになった。これに対する批判者が漢末の孔融・禰衡、晋の阮籍・嵆康らである。彼らは人前でいきなり裸になる、母の喪中に妾を近づけるなど儒教のモラルから大きく逸脱した行為を行うことで偽君子たちを痛烈に皮肉った。
さらにそれに加え、儒教自身が持つ弱点がこの時代に明らかになった。儒教では「未知生。焉知死」（未だ生を知らず。いずくんぞ死を知らんや。）の言葉が示すように、死後の世界というものについては関心を持たない。あくまで重要なのは現実の政治である。しかし八王の乱から永嘉の乱へと続く過酷な状況の中では誰であれ否応なしに死に向き合わなくてはならないが、その答えを儒教は与えてくれなかった。
その答えを与えたのが仏教と道教である。仏教の教義の中では三世報応（輪廻）が、道教では金丹などの不老長生の法がそれまでの有限の命から無限の命の世界を開くことになった。特に仏教には熱心な信者も多く見られ、南朝梁の武帝のように皇帝の身でありながら捨身して「三宝の奴」となってしまった例も見られる。

#### 四学
前述したように後漢は儒教一尊の時代であり、学といえば儒学のことであって、文学・史学もこの時代には儒学に内包されたものであった。それが晋代に玄学が誕生、さらに文学・史学が独立し、貴族の基礎教養となった。南朝宋の文帝の時期にそれぞれ儒学館・玄学館・文学館・史学館が設立されたことはこのことを示す好例であろう。
玄学は老荘を基にするが、老荘とイコールではなくその思想の中に『易経』を含む場合があり、また極めて稀ではあるが仏教思想を含むことがある。魏の王弼・何晏により創始される。その後、六朝の間に発展を遂げ、南朝梁に最盛期を迎えたと評される。しかし玄学と儒学とは六朝の間に互いに歩み寄りを行い、最後には融合していき、玄学は隋唐においてはその形跡を見ることができない。
文学においては、魏の文帝の「文学は経国の大業にして、不朽の盛事なり」（『典論』論文）が、中国において初めて文学の価値を宣揚した発言として注目される。代表的な文学及び文学者としては、魏の建安の七子や曹植、西晋の潘岳・陸機らに代表される大康文学、東晋の孫綽らの玄言詩、南朝宋の謝霊運・顔延之・鮑照ら元嘉三大家、南朝斉の竟陵王蕭子良の西邸サロンに集った沈約・謝朓ら竟陵八友などが挙げられる。南朝梁の武帝の時期は六朝文学の最盛期とされ、昭明太子とそのサロンに集まった文学者の協力によって編まれた詞華集『文選』と、少し遅れて簡文帝の命を受けて徐陵が編集したとされる詩集『玉台新詠』が、この時代を代表する詩文集として挙げられる。これら文学作品の特徴としては、一般に実用性よりも美を重視する傾向が挙げられ、魏から晋にかけてその傾向は進行し、南朝においてそれが頂点に達する。詩の分野では、先述の竟陵八友の一人である沈約が四声八病説を唱え、音韻と形式の美を重視する永明体を確立し、南朝梁・陳の時代に宮体詩へと発展した。散文の分野では、駢文（四六駢儷体）と呼ばれる典故と形式を重視した美文的な文体が流行した。なお東晋から南北朝時代において、文学活動の中心は東晋及び南朝にあり、非漢民族政権である北朝の文学はその模倣に過ぎないとする見方が一般的である。
史学においては『後漢書』・『宋書』・『南斉書』・『魏書』が編纂され、いずれも当時を代表する文学者の手によるものである。これ以外に『十六国春秋』・『洛陽伽藍記』など、いわゆる二十四史に含まれない野史も大量に著された。しかし史学においても華美な文章が好まれる傾向は変わらず、簡にして要を得た『史記』・『漢書』には及ばないとの評価が一般的である。

## 研究

### 概説
貴族制研究は日本の中国史学界の魏晋南北朝研究において最も多くの研究が集まっている分野であり、全時代を通しても最も多い分野の一つである。
それほどに多くの研究が集まった理由としては、まず貴族制研究が魏晋南北朝・隋唐という700年近くに及ぶ長い期間、及び当時の社会の多くの部分を覆う広い範囲を扱っていることがある。また、貴族制研究により、魏晋南北朝がいかなる時代であったかを理解するということが、時代区分論争に直結する重要な議題であったことが挙げられる。
時代区分論争では、後漢の滅亡と共に古代が終わり魏晋南北朝からを中世とする立場と、漢・魏晋南北朝・隋唐を古代とし、宋代からを中世とする立場に分かれる。前者が京都学派・後者が東京学派の立場として大きな間違いはない。すなわち後漢から魏晋にかけて社会がどれだけ変質したかが、時代区分の目安となるのである。
日本における貴族制研究は、内藤湖南に始まり、岡崎文夫により体系付けられ、宮崎市定によって大成された。その後、谷川道雄・川勝義雄・越智重明・矢野主税らによる論争の時代に入った。その論争が不明瞭なままに終焉を迎えた後は停滞の時代に入るが、20世紀末より渡邉義浩・川合安らにより再び活性化の兆しが見られる、と概ね総括できる。

### 研究史

#### 前史
日本における六朝貴族制研究は内藤湖南に始まった。内藤はいわゆる京都学派の祖であり、魏晋南北朝から隋唐を貴族制の時代と位置づけた。内藤は貴族制を皇帝権をも内包するものと捉えており、後の川勝・谷川の貴族制理解に繋がるものである。
内藤の後を受けて貴族制研究を体系付けたのが岡崎文夫である。岡崎は貴族制の時代を階層が連なる社会として捉え、甲門・次門・後門・三五門などの階層を想定する、後の越智の「族門制論」に繋がるものと言える。
また『六朝史研究 政治社会編』に収められている宮川尚志の一連の研究は官品と郷品（郷品という言葉は使われないが）の関係など多くの示唆に富み、宮崎の研究の先駆となった。

#### 九品官人法の研究
1956年、宮崎市定の大著『九品官人法の研究』が発表された。宮崎の研究は主に法制的な面から貴族制を研究し、郷品と官品の関係・門地二品など2007年現在に至るまで通説の大部分がこれに拠る。この後の論争の時代に与えた影響も非常に大きく、越智重明・矢野主税の両者は宮崎の研究に刺激を受けて貴族制研究に参入し、貴族制理解に反対の立場をとる越智・川勝双方が宮崎の研究を引用して自説の補強ないし相手への批判に使用しているところにもその影響の大きさが窺われる。

#### 論争の時代
『九品官人法の研究』以前の1950年に川勝義雄は貴族の淵源を後漢末、党錮の禁の際の清流勢力に求める論考を発表。それに対する増淵龍夫の批判を踏まえ、更に谷川道雄による「共同体論｣と自らの考えを合流させ、領主化傾向を持つ豪族に対して農民たちの信望を集めた清流豪族が領主化を押し留め、これが貴族へと繋がるとした。またそれに加えて曹操勢力の内部構造を考察し、当時一般に存在した門生・故吏関係が中世封建制的な人間関係であるとし、貴族制の中に中世との関連性を見出そうとした（詳しくは#川勝義雄を参照）。
川勝と真っ向から対立したのが矢野主税である。矢野は1958年から始まる一連の論考の中で、川勝説を厳しく批判し、魏晋の中心勢力は党錮の清流勢力の系譜ではなく、曹操勢力に密着していた系譜であることを論証する。更に魏晋以降の官僚勢力がその生活の糧を俸給に求めざるを得ない存在であるとした。矢野はこれを寄生官僚と名づけ、この後の貴族層も基本的にはこの寄生官僚であるとした（詳しくは#矢野主税を参照）。
寄生官僚論に対する批判はまず越智重明から起こった。越智は矢野が当時頻繁に使われる「貧」という語を官僚層の貧困の証としていることを批判し、「貧」は貴族層の持つ余分な財産は持たず他人に分け与えるべきであるという経済的モラルを表したものであるとした。しかし越智は寄生官僚論自体に反対しているわけではなく、当時の官僚層および貴族層に対する皇帝権の強さを強調し、貴族層は高級官職に就いている間に郷党からは遊離していき、最終的には寄生官僚化するしかないとする。越智は最終的に貴族の家格が皇帝権によって厳格に定められるとする族門制論へと到達する（詳しくは#越智重明を参照）。
論争の時代において一つの画期となったのが、1966年に谷川道雄によってなされたそれまでの研究の総括と提言である。その言葉については貴族制理解を参照のこと。この後の論争は貴族の存立基盤が皇帝権にあるのかあるいは地方共同体にあるのかという論点に搾られることになる。
この三者のうち、川勝と矢野は互いに激しい批判を繰り返し、10を超える応酬が繰り広げられた。越智は論争自体には積極的には関わろうとせず、史料を渉猟して自説の補強に努めた。それぞれの研究成果は川勝1982、矢野1976、越智1982にまとめられている。
川勝は1984年に死去し、論争は決着を見ないままに終わりを告げた。長い間の論争にも拘らず、川勝・矢野共にその立場は論争が始まる前と終わった後であまり変化が見受けられない。これについて中村圭爾はこう述べる。「つまり、川勝・矢野はその方法や視角において、最後まで共通の地平に立つことは出来なかった。（中略）かれらの対立の根底はここにあるのであり、さらにいえばその深層に貴族制とはいかなるものかという概念の分裂がある。」
この問題意識をもとにして。川勝・谷川がいうような「郷党社会」から出発する下から上へと登っていく「視角」は上の「皇帝権力」まで到達せざるを得ない。反対に矢野・越智がいうような「皇帝権力」から出発する上から下へと下っていく「視角」は六朝社会そのものにまでその射程を延長されなければならない。と述べる。つまり「皇帝権力」を出発点とした上からの「視角」、「郷党社会」を出発点とした下からの「視角」。この2つは双方ともに貴族制というものを分析するにおいて欠くべからざる「視角」であり、どちらかを捨てて一方を選択することなどということは許されないと中村は考えるのである。

#### 停滞から再活性化
しかし中村の研究以後はその他の分野と同様実証的な研究に重点が置かれ、貴族制全体をどう理解するかの目立った研究成果はなくなる。
長い停滞の時代が続いたが20世紀末より新展開を迎えた。その中心となるのが渡邉義浩・川合安である。
渡邉は貴族が貴族たる所以を「皇帝権からの自律性」であるとし、その自律性を支えるものは「文化の占有」であるとする。そして「文化の占有」を行う貴族の淵源を後漢代の「名声を基にし、必ずしも地域社会との関係性を持たない『名士』」に求める。
川合は通説で言われているような家格が整然と厳格に定まったものではなくある程度流動的なものであり、宮崎の「門地二品」・越智の「族門制」論などに表れるような整然とした階層構造は当時には存在していなかったとする。
渡邉は貴族を貴族たらしめているものを皇帝権や共同体ではなく、貴族の内部に求めるべきではないかと述べている。その言葉どおり、かつての時代区分論争を前提としていた論争から一歩離れて別の視覚を見出していくのがこれからの課題といえるだろう。

### 貴族制理解
日本における貴族制理解には、概ね二つの大きな流れがある。
一つは内藤が示した「既に君主となれば貴族階級中の一の機關たる事を免るゝ事が出來ない。即ち君主は貴族階級の共有物で、その政治は貴族の特權を認めた上に實行し得るのであつて、一人で絶對の權力を有することは出來ない。」という言葉に最も端的に顕れている。つまり貴族制全盛の時代にあっては貴族制が政治のみならず社会・経済・文化全てを覆っており、皇帝すら貴族制の中の一機関に過ぎず、貴族の都合によって左右される存在であったとするものである。
もう一つは貴族をあくまで政治的存在と見るものである。この考えでは貴族制の外に皇帝や兵戸・武将などがあり、貴族は強力な権力を持ちはしても、あくまでこれらと並立する存在でしかない、とするものである。
前者を採るのは内藤湖南・川勝義雄・谷川道雄らであり、後者を採るのは岡崎文夫・越智重明・矢野主税らである。
前者の考え方を採る場合、一つの疑問が浮かび上がる。貴族制が皇帝すら包括するものであり、貴族は皇帝権に拠らず貴族であるのならば、何故貴族は皇帝の僕たる官僚になっているのかである。この点を指摘したのが谷川のこの言葉である。
「当時の支配層が国家権力の存在によって初めて成立し得ているという意味で官僚的であるのか、それとも、支配層は国家権力の存在を前提とせずにそれ自身として支配者であるが、ただその存在形態において官僚的性格を帯びるのかという問題に帰着する」
前者を採るのが越智・矢野であり、後者が川勝・谷川である。
矢野は貴族の生活の糧は俸禄にあり、官僚であることによりその生活を支えているとする。また越智は貴族の身分制が国家の制度の中に組み込まれているとする。両者とも皇帝の存在が貴族の存在に不可欠であると考える。
川勝・谷川の考えにおいては貴族は皇帝・国家に対して自律性を持ち、王朝はその地位を官職を与えることにより承認する承認機関に過ぎないとする。では貴族の自律性を支えるものは何であろうか。川勝・谷川においてはそれは郷党との関係であり、郷党からの支持こそが貴族に支配者としての地位を保証すると考える。

### 研究者ごとの内容

#### 川勝義雄
川勝の貴族制研究は清流豪族・門生故吏関係の二つに集約される。どちらの論にしても川勝の基本的姿勢は、この魏晋南北朝時代に中世封建的なものを見出そうとするものである。貴族の系譜については、「本来ならば中国史においても封建領主が登場するはずであったが、豪族の自己規定によりこれが阻まれ、中国史における文人貴族の形が登場した」と考え、門生故吏については、これが中世封建的な報恩関係であるとする。

##### 豪族共同体論
この豪族共同体は谷川との共同でなされた論である。
まず後漢代に豪族が中心になり、郷邑（村落）をまとめてある程度の秩序を保つ豪族共同体が存在した。しかし後漢末期になると豪族の中に露骨な領主化傾向、つまり中央の宦官政府と結託して郷邑や農民たちを支配下に置いて勢力を拡大しようとする者があり、これらの豪族同士の抗争により郷邑の秩序は崩壊の危機にあった。
それに対して豪族の中にもそのような民衆の要望を汲み取り、自らの領主化傾向を自己規定して郷邑の保護者であろうとする姿勢を保つ者がいた。これが清流勢力であり、彼らは互いの交友関係の中で郷論（郷里の輿論）を形成する。本来郷挙里選ではこの郷論に基づいて人物が推挙されるはずであるが、それを宦官政府は無視した。そこで清流勢力は三君八俊などの自分たちの中での人物評価を行い、宦官政府とは別に互いの間の人間関係網を作っていった。これを川勝は「郷論関節の重層構造」と呼んでいる。
これに対しての濁流勢力すなわち領主化傾向の強い豪族とそれに結びついた宦官政府からの弾圧が党錮の禁であった。これにより清流勢力の抵抗が頓挫した後、民衆は今度は太平道にその拠り所を求め、濁流勢力に対する民衆の抵抗運動が即ち黄巾の乱となって噴出した。黄巾の乱により打撃を受けた後漢政府は統治能力を失い、そのことにより清流勢力とその系譜を組む文人貴族によって秩序の再建がなされた。これが曹操政権である。

##### 門生故吏関係
門生とはかつて誰かの門下に入って学問を学んだ関係のことである。故吏とはかつて辟召を受けて上司と部下の関係になったことである。しかし六朝時代にはこの二つは質が低下して「奴僕と変わる所がない」存在として従来認識されていた。
これに対して川勝は門生故吏共に、当時の社会において相当な社会的地位を持った人物も多数含まれており、これを一括して「奴僕と変わる所がない」とするのはおかしい。下層の門生故吏は別としても、一般的にはこれらは自由民と自由民との間で結ばれた人間関係である、とした。

#### 越智重明
越智の族門制論は、六朝時代に上級士人（郷品一・二品）・下級士人（三－五品）・上級庶民（六－九品）・下級庶民層が形成されており、上から甲門・次門・後門・三五門と名づけた。甲門・次門などの階層区分は元々は岡崎によって為されたものであるが、岡崎がこれらを自然に形成されたものとするのに対して、越智はこの階層が「国家制度に組み込まれた存在」であるとするのが大きな違いである。甲門は通常20歳-24歳で任官の権利を得て、官品六品の秘書郎や著作佐郎などの最高の清官から起家する。次門は25歳-29歳で奉朝請・太学博士・王国常侍・王国侍郎などの濁官で起家し、後門は30歳で、流外官から起家する。
越智は貴族たちの郷論を尊重し、それを皇帝側が政権の中に組み込んだ結果生まれたのがこの族門制であるとする。つまり越智は、当時の貴族勢力が官職の最高位を独占し、ある程度の自律性を持っていたことは確かであるが、それと同時に皇帝権が確固として存在しており、貴族たちに統制を利かせようとしていたことを主張するのである。

#### 矢野主税
矢野は川勝が主張する「清流勢力の子孫が曹操政権の中核となり、それが貴族へと発展した」という説を再検討し、清流勢力の子孫たちは西晋においては没落したものが多く、西晋において有力貴族となっているのはむしろ曹操に密着して権力を得るに至った者の子孫たちであったと結論した。
それに加え、当時の官僚たちがかなりの高位に登った者たちでも貧窮している例が多いことなどを論拠に、当時の官僚たちは郷里との関係を断ち切られ、首都での生活が主になっており、その財政基盤は俸禄による所が大きかった。つまりこれら貴族と呼ばれる存在は政府・皇帝に寄生する存在であり、皇帝無しでは存在しえない存在であった。矢野のこの論を寄生官僚論と呼ぶ。
矢野の考える寄生官僚では川勝・谷川らの言う貴族の自律性は望むべくもなく、皇帝の統制力が貴族に対して強く存在していたと考える。

#### 渡邉義浩
渡邉は貴族の淵源となったのが豪族ではなく「名士」であるとする。
「名士」は豪族の出身であることが多いが、庶民や貧しい者たちも「名士」になりうる。「名士」になるために必要なのは他の「名士」に「名士」であると認められることであり、認められるために必要なものは郷論の中での名声である。「名士｣は互いに連絡を取り合い、親交を結ぶことで「名士」グループを作る。代表的なグループとしては荀彧を代表とする潁川グループ、孔融を代表とする北海グループ、諸葛亮を代表とする荊州グループなどがある。これらグループは三国政権に協力し、その中で勢力を張り、自らの地位を固めていった。
これら「名士」が政権の中で確固たる地位を確立し、やがて貴族へと変化していった。貴族が貴族たる所以は大土地所有でも官僚たる地位でもなく、文化的価値を独占しているという点にあり、このことが豪族層からの支持を生み、地方郷党に対する間接的な支配力及び皇帝からの自律性を生む。
渡邉の考えは川勝・谷川の影響が強い。しかし川勝・谷川が「本来ならば封建領主化するはずであった豪族が自らの自己規定により貴族となった」とするように封建領主化するのが「本来」という考えは未だ大土地所有を貴族の条件とする呪縛から完全に解き放たれていないと批判し、大土地所有とは完全に無関係な文化的価値こそが貴族が貴族たる所以であるとする。

#### 川合安
川合は宮崎の「門地二品」・越智の「族門制」にそれぞれ疑問を投げかける。
門地二品については、宮崎は郷品二品以上が門地二品であり、この階層に属する者は自動的に高い官職を得られ、逆にこの層に属しない者はたとえどんなに才能があろうともこの層に編入することは不可能であったとする。しかし川合は門地二品という言葉は郷品二品の中で上層を示す言葉であり、郷品二品が門地二品に独占されたものではないとした。族門制に付いては20歳前後で起家する甲門、30歳前後で起家する後門という階層には大体分かれていたことは認められるが、越智の言うような次門層は当時に存在していないとした。
そして「父祖の家格によって自動的に官職の高下が決定される」というこれまでの通説的貴族制理解に対して疑問を投げかける。
川合は当時の起家について最も参考とされたのは父・祖父の官職であり、それに親類縁者の家格などを考慮に入れて、起家が決定された。仮に父が早世したなどの理由で低い官職で終わった場合にはその子たちは低い起家官を割り付けられることになる。逆に功績を挙げて一気に昇進した者の子には高い起家官が約束される（但しそれら成り上がりに対する反発から昇進は難しい面もあったと思われる）。したがってその家に生まれただけで高官を約束されるような体制は六朝時代には最後まで存在せず、下からの成り上がりや上からの没落も存在するように当時の貴族社会はある程度流動的なものであり、門閥と呼べるような何代にもわたって高官を出す家は存在したが、それはあくまで結果であるとした。

### 日本以外での研究
貴族という概念でこの時代を捉えるのは内藤湖南によって始められたものであり、日本以外ではそのような捉え方はほとんどされていない。
まず欧米では関隴集団に関する研究はあるもののこの時代の貴族全体に関する研究はない。
中国では貴族の語に代わって士族の言葉が使われる。前述したように日本では貴族は必ずしも大土地所有者ではないという点で一致しているが、中国ではこれとは逆に士族とは大土地所有者であり、地主であり、封建領主であるとする。これは自明の理であると考えられており、貴族という存在がいかなる存在であるかということを問う日本の研究とは全く異なっている。